# Will Fries
William Connor Fries (Staten Island, 4 aprile 1998) è un giocatore di football americano statunitense che milita nel ruolo di offensive guard per i Minnesota Vikings della National Football League (NFL).

## Carriera

### Indianapolis Colts
Fries al giocò a football a Penn State. Fu scelto nel corso del settimo giro (248º assoluto) del Draft NFL 2021 dagli Indianapolis Colts. Nella sua stagione da rookie disputò 3 partite, nessuna delle quali come titolare.

### Minnesota Vikings
L'11 marzo 2025 Fries firmò con i Minnesota Vikings.